# Fred Rich
Frederic Efrem "Fred" Rich (31 de enero de 1898 – 8 de septiembre de 1956) fue un músico, director de orquesta y compositor nacido en Polonia y nacionalizado estadounidense. Entre los muchos músicos que pasaron por su orquesta destacan Joe Venuti, Bunny Berigan y Benny Goodman. Trabajó buena parte de su vida para United Artists y recibió dos nominaciones a los Premios Óscar en la década de 1940.

## Biografía
Rich nació en Varsovia en 1898. Formó su propia banda en los años 20 con él como pianista. Como "Freddie Rich," grabó docenas de temas populares al piano para Aeolian Company. Alcanzó popularidad con temas como “I’m Always Chasing Rainbows” y “So Beats My Heart For You.” Entre 1925 y 1928 estuvo de gira por Europa y a su regreso se instaló en Nueva York donde se hizo cargo de la banda del famoso hotel Waldorf-Astoria y donde además, comenzó a dirigir a una banda de estudio por la que pasaron muchos músicos famosos.
Grabó para Okeh, Columbia, Paramount, Camden o Vocalion entre otros muchos sellos musicales, bajo nombres como Fred Richards, the Astorites o the Hotel Astor Band.
A finales de los años 30 fue director musical de varias emisoras de radio y en 1942, se mudó a Hollywood para trabajar en los estudios de United Artists, donde permanecería la mayor parte de su carrera profesional.
La banda de Rich actuó en numerosos programas de radio, incluido The Abbott and Costello Show.
Como muchos otros prolíficos músicos de la época, las grabaciones de la banda de Rich se convirtieron en típicos temas de baile. Sin embargo entre noviembre de 1929 y marzo de 1931, produjo una serie de sobresalientes versiones de temas populares en clave de jazz con notables interpretaciones de músicos como Bunny Berigan, Tommy Dorsey, Jimmy Dorsey, Joe Venuti o Eddie Lang.  Estas grabaciones fueron; "A Peach Of A Pair" y "I Got Rhythm", grabadas el 29 de octubre de 1930, y "Cheerful Little Earful" y "I'm Tickled Pink With A Blue-Eyed Baby", grabadas el 19 de noviembre de 1930.
En 1945, Rich resultó gravemente herido al sufrir una caída. Como resultado, sufrió una parálisis parcial. Pero a pesar de esto, continuó liderando bandas de estudio en la década de 1950. 
Fred Rich murió el 8 de septiembre de 1956 en California a la edad de 58 años después de una larga enfermedad.

## Premios y distinciones
Premios Óscar
| Año  | Categoría                                              | Película                 | Resultado |
| ---- | ------------------------------------------------------ | ------------------------ | --------- |
| 1944 | Mejor orquestación de una película musical             | Tres días de amor y fe   | Nominado  |
| 1945 | Mejor banda sonora de una película dramática o comedia | Aventuras de Jack London | Nominado  |